# BlackSky
BlackSky est une constellation de satellites d'environ 60 micro-satellites d'imagerie spatiale d'une cinquantaine de kilogrammes  développée par la société Spaceflight Industries et dont le déploiement débute en 2018.

## Historique
BlackSky Global est une start-up créée en 2013 à Seattle dans le but de déployer une constellation de 60 micro-satellites d'imagerie spatiale capables de repasser au-dessus d'un site avec un intervalle de quelques heures ou moins. La société parvient à lever des fonds en 2016 qui doivent lui permettre de construire et mettre en orbite 6 satellites. BlackSky Global est une entreprise détenue par Spaceflight Industries, société spécialisée dans l'organisation des lancements de satellites en tant que charge utile secondaire. Deux prototypes (Pathfinder) sont construits dont Pathfinder 1 placé en orbite le 26 septembre 2016 en tant que charge utile secondaire d'une fusée indienne PSLV. Fin 2016, la société déploie une plateforme internet destinée aux utilisateurs qui utilisent différentes sources de données pour fournir des images avec contexte à ses clients. En septembre 2017 un partenariat est signé avec Thales Alenia Space et Telespazio pour la création d'une coentreprise industrielle spécialisée à la fabrication de micro satellites aux États-Unis.

## Caractéristiques techniques
Chaque satellite BlackSky a une masse d'environ 55 kilogramme. La plateforme SCOUT du constructeur est stabilisée 3 axes et dispose d'une propulsion originale expulsant de l'eau. L'énergie est fournie par des panneaux solaires en partie fixe et en partie déployés en orbite. La charge utile d'une masse inférieure à 10 kg est constituée par une caméra SpaceView-24 (SV-24) de la société Harris Corporation dotée d'un télescope ayant une ouverture de 24 centimètres et fournissant des images panchromatiques en lumière visible et en couleur ainsi que dans quatre autres bandes spectrales. La résolution spatiale est de 0,9 à 1,1 mètre à une altitude de 500 kilomètres. La durée de vie prévue du satellite est de 3 ans,.

## Déploiement
Un prototype Block 1 Pathfinder a été placé en orbite en 2016.
Fin 2016, la société a déployé sur internet une application utilisateur fournissant les images d'une dizaine de satellites d'imagerie spatiale (dont KOMPSAT, Deimos-2, TripleSat), enrichies avec les informations d'autres sources.  Les satellites doivent circuler sur une orbite polaire à une altitude de 500 kilomètres. Les orbites sont configurées de manière à permettre un taux de visite horaire de régions sélectionnées.
Le déploiement de la constellation opérationnelle (60 satellites) était prévu entre 2018 et 2020 mais est toujours en cours en 2021 :
| Satellite                | Date             | Lanceur     | Site de lancement                       | Statut du lancement | Identifiant COSPAR  |
| ------------------------ | ---------------- | ----------- | --------------------------------------- | ------------------- | ------------------- |
| BlackSky Global-1        | 29 novembre 2018 | PSLV-CA     | SDSC                                    | Succès              | 2018-096M           |
| BlackSky Global-2        | 3 décembre 2018  | Falcon 9    | Vandenberg                              | Succès              | 2018-099BG          |
| BlackSky Global-3        | 29 juin 2019     | Electron KS | Rocket Lab Launch Complex 1 (en), Mahia | Succès              | 2019-037C           |
| BlackSky Global-4        | 19 août 2019     | Electron KS | Rocket Lab Launch Complex 1, Mahia      | Succès              | 2019-054E           |
| BlackSky Global-7 et 8   | 7 août 2020      | Falcon 9    | Centre spatial Kennedy                  | Succès              | 2020-055BP          |
| BlackSky Global-9        | 22 mars 2021     | Electron    | Rocket Lab Launch Complex 1             | Succès              | 2021-023G           |
| BlackSky Global-10 et 11 | 15 mai 2021      | Electron    | Rocket Lab Launch Complex 1             | Échec               |                     |
| BlackSky Global-14 et 15 | 18 novembre 2021 | Electron    | Rocket Lab Launch Complex 1             | Succès              | 2021-106A 2021-106B |
| BlackSky Global-12 et 13 | 2 décembre 2021  | Falcon 9    | Centre spatial Kennedy                  | Succès              | 2021-115            |
| BlackSky Global-16 et 17 | 8 décembre 2021  | Electron    | Rocket Lab Launch Complex 1             | Succès              | 2021-120            |